# Février 1793

## Événements
- Siège de Maastricht.

- 1er février : la France déclare la guerre à la Grande-Bretagne et aux Provinces-Unies[1] ; début de la Première Coalition : Grande-Bretagne, Autriche, Prusse, Russie, Espagne, Piémont-Sardaigne, Deux-Siciles. Dumouriez parvient à imposer son plan d’offensive en Hollande.

- 6 février, France : Beurnonville succède à Pache au ministère de la Guerre.

- 12 février : le Congrès des États-Unis vote le Fugitive Slave Act, loi qui prévoit le retour des esclaves qui se sont échappés d'un État vers un autre. Bien que la Constitution des États-Unis indique, dans l'article 4, que « les personnes poursuivies par la justice d'un État doivent lui être remises par les autres États, ainsi que les esclaves en fuite », des lois spécifiques sont nécessaires.

- 14 février : Catholic Relief Bill. Les catholiques reçoivent le droit de vote en Irlande. Les milices protestantes d’Ulster font pression pour qu’ils n’obtiennent pas l’éligibilité[2].

- 17 février : les troupes françaises envahissent la Belgique[3].

- 21 février, France :
  - la Convention supprime la dignité de maréchal de France ;
  - en France, décret du 21 février 1793 concernant l'amalgame des régiments de l'armée royale et des bataillons de volontaires nationaux.

- 24 février  : la Convention vote la levée de 300 000 hommes, ce qui provoque un fort mécontentement paysan et des émeutes à Rouen, Amiens et Montargis. La Convention envoie 82 députés pour les réprimer et accélérer la levée en masse, ce qui déclenche un soulèvement en Vendée dans la région des Mauges.

- 27 février, États-Unis : William Branch Giles présente trois ensembles de résolutions qui critiquent la conduite d'Alexander Hamilton comme secrétaire du trésor.

## Naissances
- 2 février : William Hopkins (mort en 1866), mathématicien et géologue britannique.
- 13 février : Philipp Veit, peintre allemand († 18 décembre 1877).
- 22 février : Abraham Krayestein (mort le 4 août 1855), peintre néerlandais

## Décès
- 2 février : William Aiton, botaniste britannique (° 1731).
- 6 février : Carlo Goldoni, auteur de près de 250 comédies, à Paris (° 1707).
- 26 février : Carl Friedrich Wenzel (né en 1740), chimiste allemand.